# Nitrendipin
Nitrendipin ist ein Arzneistoff aus der Gruppe der Calciumantagonisten vom 1,4-Dihydropyridin-Typ. Es senkt über eine Erweiterung der glatten Muskulatur der Gefäße den Blutdruck stark. Therapeutisch wird es eingesetzt zur Behandlung der arteriellen Hypertonie.

## Stereochemie
Die Moleküle von Nitrendipin enthalten ein Stereozentrum (Chiralitätszentrum). Daher gibt es zwei Enantiomere. Aufgrund der Synthese wird ein Racemat, also ein 1:1-Gemisch von (R)- und der (S)-Form gebildet.
| Enantiomere von Nitrendipin | Enantiomere von Nitrendipin |
| --------------------------- | --------------------------- |
| (R)-Nitrendipin             | (S)-Nitrendipin             |

## Erfindung
Das Konstitutionsisomer von Nifedipin – mit der Nitrogruppe in 3-Stellung – wurde in den Laboratorien der Firma Bayer AG von Horst Meyer und Friedrich Bossert nach dem Prinzip der Hantzsch-Synthese hergestellt. Das Dihydropyridin wurde aus zwei Molekülbausteinen durch Addition und intramolekulare Kondensation (Cyclisierung) aufgebaut. Aus 3-Nitrobenzaldehyd wurde durch intermolekulare Kondensation mit Acetessigsäureethylester 3'-Nitrobenzyliden-acetessigsäure-ethylester erhalten. Dieser wurde mit dem zweiten Baustein – 3-Amino-2-butensäuremethylester (β-Aminocrotonsäuremethylester) – umgesetzt. So wurde ein 1,4-Dihydropyridin mit ungleichen Carbonsäureestergruppen erhalten.

## Wirkmechanismus
Nitrendipin blockiert den Calcium-Einstrom in die Herzmuskelzellen, die glatte Muskulatur und in das Erregungsbildungs- und Leitungssystem des Herzens. Dies führt am Herz zu einer herabgesetzten Kontraktilität (negativ inotrop) und einem reduzierten O2-Verbrauch. An der glatten Muskulatur bewirkt es eine Erweiterung der kleinen Arterien (Arteriolen) und damit eine Nachlastsenkung. Nitrendipin ist ein Dihydropyridin. Unter therapeutischen Dosen liegt die Wirkung von Nitrendipin und anderen Dihydropyridin-Calciumantagonisten kaum am Herzen, sondern fast ausschließlich an Gefäßen.

## Indikationen
Nitrendipin ist in Deutschland zugelassen zur Therapie der essentiellen arteriellen Hypertonie und als Bayotensin® akut zur Behandlung des hypertensiven Notfalls.

## Nebenwirkungen
Häufig kommt es zum Auftreten von Unterschenkelödemen, Kopfschmerzen sowie  Flush, sowie gelegentlich zu Schwindel, Müdigkeit und Hypästhesien.
Seltene Nebenwirkungen sind Tachykardie, Palpitation, Übelkeit, Völlegefühl, Durchfall und vermehrter Harndrang.

## Kontraindikationen
Bei kardiogenem Schock, instabiler Angina Pectoris, Herzinfarkt (innerhalb der ersten 4 Wochen) und Kindern (keine ausreichenden Erfahrungen) ist die Gabe von Nitrendipin kontraindiziert.

## Handelsnamen
Monopräparate
Bayotensin (D), Baypress (A, CH), Jutapress (D), zahlreiche Generika (D). Der Vertrieb von Bayotensin® akut zur Behandlung der hypertensiven Krise wird ab Mitte 2021 aus „produktionstechnischen Gründen“ eingestellt. Die Kunststoffphiolen sind nicht mehr verfügbar.
Kombinationspräparate
Baroprine (A), Cenipres (A), Eneas (D)